# Lester L. Wolff
Lester Lionel Wolff (Manhattan, 4 de enero de 1919-Syosset, 11 de mayo de 2021) fue un político estadounidense que se desempeñó como miembro Demócrata de la Cámara de Representantes de Estados Unidos de Nueva York. También mantuvo la posición de presidente de la Agencia de Comercio Internacional y Desarrollo. En 2014, recibió la Medalla de Oro del Congreso, el más alto reconocimiento civil en los Estados Unidos de parte de los miembros del Civil Air Patrol de la Segunda Guerra Mundial.
Como experto en asuntos asiáticos, fue director del Instituto Comunitario Touro College Pacific, autor de numerosos libros en política extranjera, y el anfitrión del semanal PBS el espectáculo Pregunta al Congreso. Fue el miembro más antiguo del Congreso hasta su muerte en mayo de 2021.

## Primeros años
Lester Lionel Wolff nació en Manhattan el 4 de enero de 1919, de padres judíos Hannah Bartman y Samuel Wolff, un mercader que trabajaba en Cervecerías Ruppert. Wolff se graduó en el Instituto George Washington en 1935 y la Universidad de Nueva York en 1939.

## Carrera
Wolff trabajó en la Universidad de Nueva York desde 1939 hasta 1941, y más tarde llegó a ser un directivo del departamento en el City College de Nueva York. Fue parte de la Civil Air Patrol durante Segunda Guerra Mundial, siendo comandante de escuadrón y de un cazasubmarinos.
Wolff trabajó para la prensa de Long Island y Home News del Bronx. Wolff pronto fundó su propia empresa, especializada en la industria alimentaria y fue director ejecutivo de la Conferencia de Nueva York de Retail Grocers. Llegó a ser el productor y anfitrión de Entre las Líneas, un programa televisivo local y el productor de un espectáculo de celebridades de variedad que protagoniza Wendy Barrie.
Wolff permaneció como filántropo activo, siendo miembro de la United Jewish Appeal y del B'nai B'rith.

## Cámara de Representantes de EE. UU.
En 1957, Wolff fue seleccionado para la Cámara de Representantes de EE. UU como presidente del Comité Aconsejable a la Subcomisión acerca del Estudio del Consumidor. Al principio, fue un republicano liberal, pero cambió de partido, desilusionado con la dirección cada vez más conservadora del Partido Republicano de Barry Goldwater.
Fue elegido para el Congreso en 1964 y se desempeñó desde el 3 de enero de 1965 hasta el 3 de enero de 1981. Inicialmente representó el 3.er distrito pero más tarde a pasó a representar al 6.º distrito. Wolff fue presidente del Comité de Asuntos Asiáticos y del Pacífico y del Comité Selecto sobre el Abuso de Narcóticos y Control. Comandó el Escuadrón Congresista de la Civil Air Patrol, llegando al rango de coronel.
En el Congreso, Wolff apoyaba la agenda del presidente Lyndon B. Johnson. Votó a favor del Acto de Derechos de Votos de 1965 y para la creación de Medicare y Medicaid, y fue un participante activo en el movimiento de derechos civiles, asistiendo al funeral de Martin Luther King Jr. Wolff se opuso a la creación del enlace de Sonido de Long Island. Fue un opositor de la Guerra de Vietnam.
Durante 1978 Wolff visita como miembro de la delegación del Congreso a la República Popular de China (PRC), donde conoce a Deng Xiaoping. La conversación Deng-Wolff conducida durante este tiempo estuvo acreditada por su particular importancia en el establecimiento de relaciones diplomáticas formales entre el PRC y los Estados Unidos. Wolff es el autor del Taiwan Relations Act, firmado como ley el 10 de abril de 1979. Esta ley nació de la necesidad de los Estados Unidos por encontrar una manera de proteger su seguridad significativa e intereses comerciales en la República de China al inicio del tratado de relaciones diplomáticas y defensa mutua por 25 años del presidente Jimmy Carter.
Wolff Introdujo enmiendas a la Casa Blanca patrocinado por el Acta de Asistencia Exterior de 1969 para restaurar la iniciativa de dirigir charlas de paz directa entre Israel y los estados árabes. También jugó una papel importante en los Acuerdos de Camp David.
Wolff fue derrotado para la reelección por un joven republicano de 27 años llamado John LeBoutillier en 1980.

## Carrera poscongresista

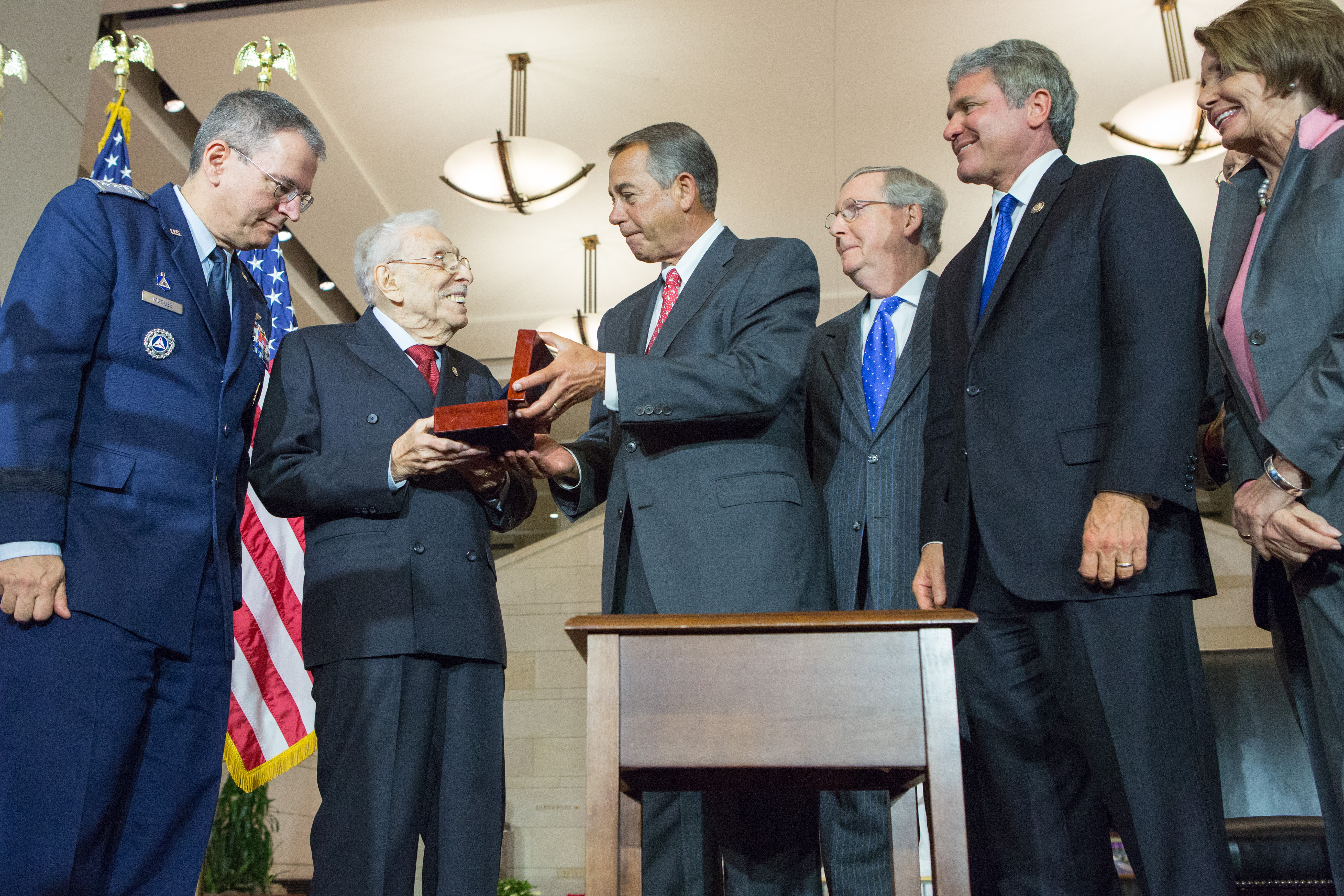
Wolff Recibiendo la Medalla de Oro del Congreso en 2014

Wolff fue presidente de la Agencia de Comercio Internacional y Desarrollo. Fue director del Instituto Comunitario Touro College Pacific y publicó numerosos libros sobre política extranjera. Él presentó un show semanal en PBS, Pregunta al Congreso, continuamente desde mediado de los años 80. Debido a su pericia en relaciones y cultura asiáticas, Wolff fue un asesor bien cotizado. Fue director de la Corporación Griffon desde 1987 a 2007. 
Recibió el Premio de Honor Superior de la Paz Mundial en 2010. En 2014, Wolff aceptó la Medalla de Oro del Congreso, el más alto reconocimiento civil en los Estados Unidos de parte de los miembros del Civil Air Patrol que había servido durante la Segunda Guerra Mundial.
Con la muerte de James D. Martin el 30 de octubre de 2017, Wolff llegó a ser el miembro más antiguo del Congreso. Wolff cumplió 100 años en enero de 2019. Estuvo activo en Twitter y continuaba escribiendo hasta su muerte. Fue un activo opositor de la presidencia de Donald Trump.
En febrero de 2019, Wolff donó su colección de documentos congresistas a la Universidad Adelphi en Garden City, Nueva York. En febrero de 2020, la reserva Oyster Bay de Vida Salvaje Nacional fue rebautizada como reserva Oyster Bay Congresista Lester Wolff de Vida Salvaje.

## Vida personal
Wolff se casó con Blanche Silvers en 1940; ella falleció en 1997. Él fue un reconocido judío que rezaba diariamente.
Murió en un hospital en Syosset, Nueva York el 11 de mayo de 2021 a la edad de 102 años.